# Luis Arellano
Luis Arellano Dihinx (Saragosse, 1906 - Pampelune, 1969) est un homme politique espagnol d'idéologie carliste, notamment connu pour sa participation au régime franquiste. Proche du comte de Rodezno, il fut l'un des dirigeants des dénommés juanistas, partisans de la reconnaissance de Juan de Borbón — de la lignée alphonsine — comme héritier carliste légitime au trône d'Espagne,.

## Famille et jeunesse

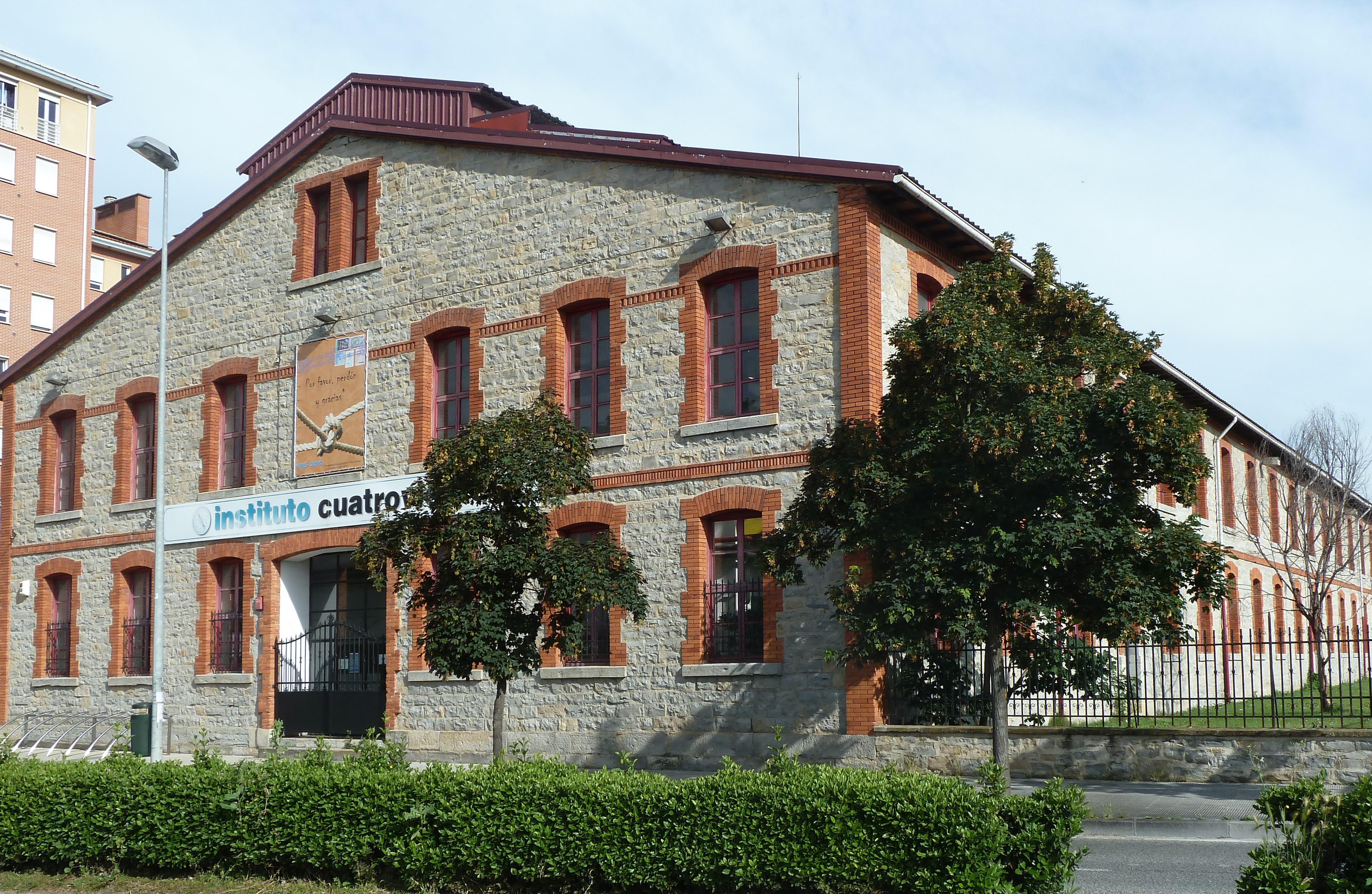
Usine Múgica y Arellano, Pampelune

La famille Arellano compte parmi les plus anciennes de Navarre ; elle fut remarquée pour la première fois au XIVe siècle et est lié à la famille des rois navarrais médiévaux. Au fil des siècles, on trouve ses représentants dans de nombreuses régions d'Espagne, mais principalement dans le nord.
Le père de Luis, Cornelio Arellano Lapuerta (1867-1935), originaire de Caparroso, fut ingénieur et entrepreneur dans les secteurs ferroviaire et hydraulique, ce qui lui permit d'accéder aux milieux de la bourgeoisie navarraise . Il détenait des parts dans l'entreprise Hidráulica de Moncayo et fut longtemps vice-président d'Arteta, une entreprise de canalisations. Il est surtout connu en tant que cofondateur et copropriétaire de Múgica, Arellano y Compañía, entreprise de Pampelune qui produisait et commercialisait des machines agricoles, qui avec une vingtaine de filiales dans les années 1920 avait des ramifications jusqu'à Badajoz, Séville et Cordoue. Plus tard, elle devint la 16ème plus grande entreprise de Navarre,. Dans les années 1930, Cornelio Arellano était l'une des personnes les plus influentes de l'industrie navarraise de production d'électricité ,.

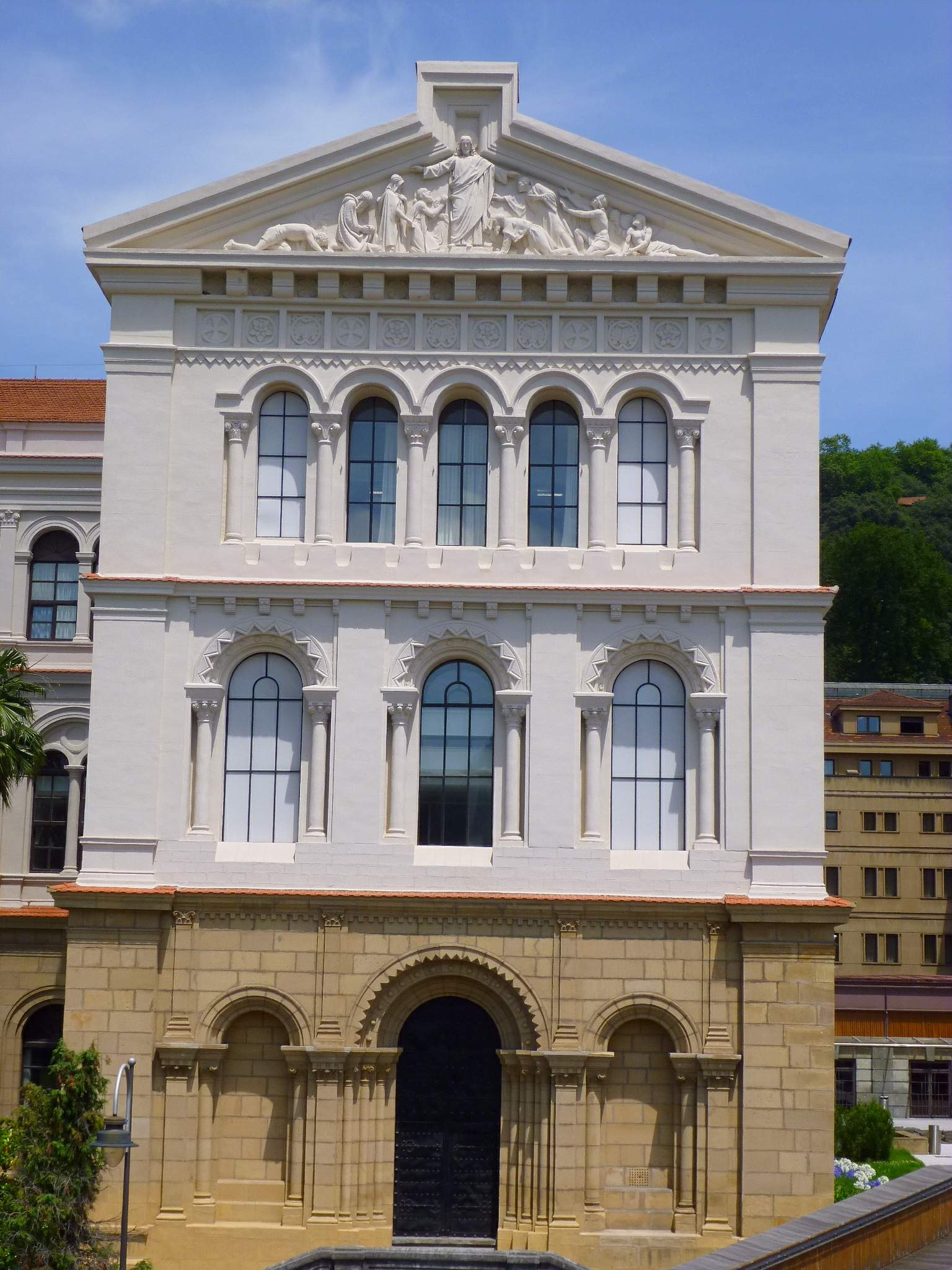
Université de Deusto.

Cornelio Arellano épousa la Pamplonaise Juana Dihinx Vergara (1872-1969) ; son père, Pascual Dihinx Azcárate, lui-même ingénieur d'Hidraúlica de Moncayo et d'autres entreprises, elle était issue du même milieu bourgeois, dans une famille cultivant toutefois l'héritage culturel basque. Suivant les opportunités professionnelles de Cornelio, au début du XXe siècle le couple s'installa à Saragosse puis à Madrid dans les années 1920. Le couple eut 7 enfants, dont 5 garçons ;  ils reçurent une éducation familiale fortement imprégnée des valeurs catholiques. Luis étudia à l'université jésuite de Deusto à Bilbao. Il fut diplômé en droit et économie à la fin des années 1920. En février 1936, il épousa María Dolores Aburto Renobales (?-2004), descendante d'une riche famille bourgeoise de Biscaye. Son père, Eduardo Aburto Uribe, était ingénieur impliqué dans plusieurs entreprises industrielles provinciales, actionnaire de nombreuses entreprises minières et métallurgiques de Biscaye, et maire de Getxo entre 1916 et 1920. Luis et María eurent 4 fils, qui furent actifs dans les affaires et non en politique. Plusieurs membres de la fratrie de Luis furent actifs dans le traditionalisme . Deux de ses frères cadets furent exécutés par la milice républicaine dans la prison Ángeles Custodios de Bilbao ; un aîné devint plus tard prêtre jésuite et un autre ingénieur en construction. Sa sœur María Teresa travailla comme infirmière dans les rangs carlistes pendant la guerre civile.

## République
Luis fut actif dans la sphère publique lors de la première campagne électorale de la République en 1931 ; engagé dans la Juventud Tradicionalista (« Jeuness traditionaliste »), il prononçait des discours favorables aux candidats carlistes dans de petites localités comme Sangüesa, dans l'est de la Navarre. L'année suivante, il s'impliqua dans la propagande carliste en s'exprimant lors de diverses réunions lors de la Gran Setmana Tradicionalista (« Grande semaine traditionaliste ») en Catalogne. En 1933 il est décrit comme un protégé Tomás Domínguez Arévalo — son « lieutenant » selon l'Encyclopédia Auñamendi —, comte de Rodezno, une des leaders nationaux du carlisme carliste,,. Rodezno demeura le mentor d'Arellano pendant les 20 années suivantes.
Au cours de la campagne des élections générales de 1933, Arellano se présenta comme candidat carliste (en) dans une coalition de la droite navarraise ; il fut confortablement élu avec 72 000 voix et devint, avec José Luis Zamanillo, l'un des plus jeunes députés traditionalistes de l'histoire espagnole. Au niveau national, Arellano fut un suiveur de Rodezno et de sa politique de recherche d'alliance au sein d'un large groupe monarchiste, d'abord dans une coalition nommée TYRE puis en apportant sa signature au manifeste inaugural du Bloque Nacional ; il resta actif dans ce dernier malgré la désapprobation du nouveau leader carliste, Manuel Fal Condé. Son activité fut également marquée par l'action sociale. Au début des années 1930, Arellano déjà engagé dans des organismes ruraux d'arbitrage comme le Jurado Mixto del Trabajo Rural (« Tribunal mixte du travail rural ») et dans des organisations syndicales catholiques comme la Federación Católico-Social Navarra (« Fédération catholico-sociale de Navarre) et les Sindicatos Obreros Profesionales (« Syndicats ouvriers professionnels »). En tant que représentant de ces organisations, il entra au Grupo Social Parliamentario, (« Groupe social parlementaire); Au Parlement, il combattit très activement la commission de gestion et exigea le rétablissement de la Députation forale de Navarre.
Après l'exclusion de Rodezno du parti carliste par Fal Conde, Arellano resta malgré tout en bons termes avec ce dernier et devint une figure montante du mouvement. Dans le cadre de la refonte des structures de commandement du parti, Arellano fut nommé en 1934 chef de la section de jeunesse nouvellement créée et s'impliqua également dans la direction des Requetés. Il apparaît à cette époque comme une figure charnière, entre la stratégie possibiliste de Rodezno et l'intransigeance de Fal Conde. Il continua d'œuvrer au sein du Bloque Nacional jusqu'à ce que Fal Conde ordonne la fin de l'alliance. Il est décrit comme un orateur défendant une stratégie anti-républicaine subversive et violente, contribuant  aux tensions belliqueuses, ou comme représentatif de la nouvelle génération carliste, encline à l'autoritarisme. En 1936, il fut réélu aux Cortes dans la même circonscription navarraise.

## Insurrection et unification

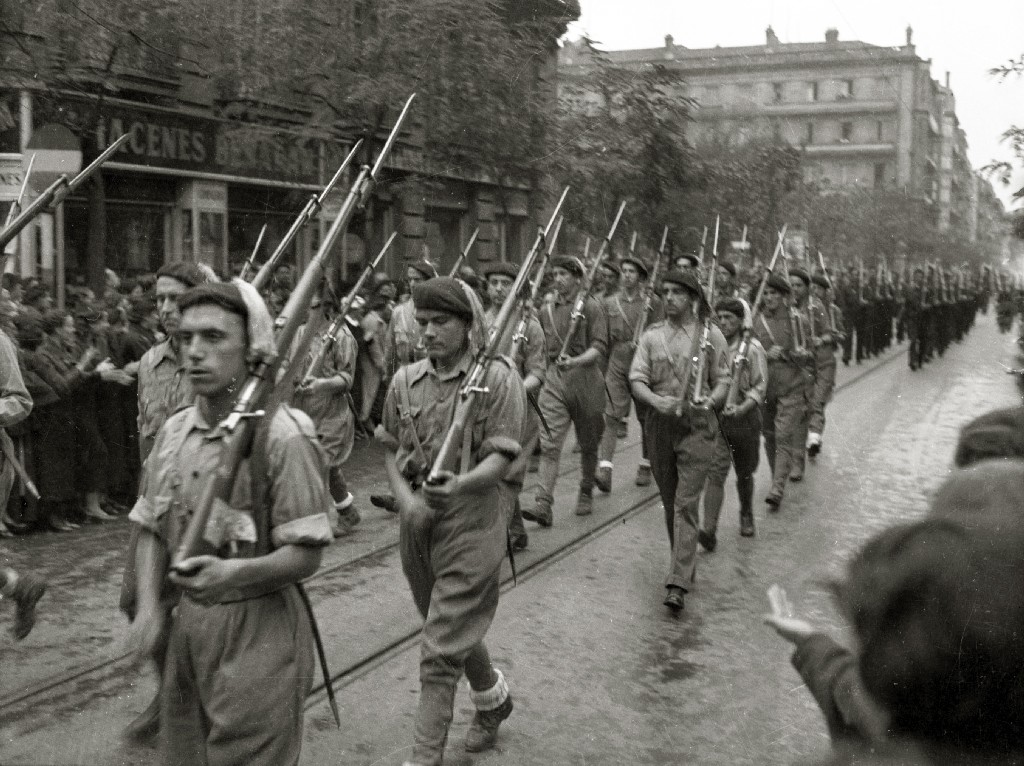
Défilé de requetés en 1936 après la prise de Saint-Sébastien.

Arellano s'impliqua fortement dans la conspiration visant à renverser la République ; au cours des négociations politiques de dernière minute de juillet 1936 entre les dirigeants carlistes et les conspirateurs militaires, il se rangea du côté des rodeznistes et contre la posture de Fal Conde, donnant un soutien presque inconditionnel aux militaires insurgés,. En tant que personne de confiance de Rodezno, il forma un comité qui se rendit en France pour lui demander l'approbation de cette politique auprès du prétendant carliste, don Javier,. Celle-ci, bien que donnée avec hésitation, s'avéra cruciale pour déjouer les manœuvres de Fal Conde, qui exigeait avec insistance que les généraux acceptent d'abord les conditions carlistes.
Aux premiers jours de l'insurrection, Arellano resta à Pampelune, principalement pour coordonner le recrutement dans la milice carliste,. Fin juillet, il rejoignit lui-même le Requeté, et servit comme officier subalterne dans la Sierra de Guadarrama. Il agissait comme officier de liaison avec la Navarre lorsqu'à la mi-août 1936 il aida sa sœur et sa mère, libérées de prison dans la zone républicaine, à s'installer à Pampelune. À l'été 1936, la Junta Central Carlista de Guerra (« Comité central carliste ») de Navarre le nomma au cabinet de presse de la Junta de Defensa Nacional ; début 1937, il entra dans la Delegación de Cuestiones Sociales (« Délégation des questions sociales ») créée par la Junta Central. Selon certaines sources il fut définitivement retiré du front dans les premiers jours de 1937 — alors avec le grade de capitaine — et qu'en janvier il se trouvait de nouveau à Pampelune.
Lorsque la pression commença à monter autour du processus d'unification politiques des forces nationalistes, Arellano se rangea de nouveau du côté de Rodezno — il est mentionné comme co-dirigerant des rodeznistes —, défendant l'intégration du carlisme dans un parti unique lors de réunions très fréquentées en février, mars et avril, où il tenta de mettre en minorité Fal Conde qui se montrait intransigeant,. Conscient de la position de faiblesse du carlisme au sein de la coalition, Arellano insistait pour que l'absorption des requetés dans une force paramilitaire unie ne débouche pas sur une prédominance totale du phalangisme. Bien que le programme du camp nationaliste soit éloigné de l'idéologie traditionaliste, il estimait qu'après la guerre le carlisme pourrait regagner le terrain perdu. Il fut nommé délégué de la structure syndicaliste carliste Obra Nacional Corporativa (« Œuvre nationale corportative ») pour participer à des négociations de dernière minute sur les conditions de l'unification.
En avril 1937, Arellano fit partie du groupe de pression qui rendit visite au prétendant carliste et à Fal Conde à Saint-Jean-de-Luz et leur présenta une sorte d'ultimatum, obligeant don Javier et son chef délégué au silence. Homme apprécié au quartier général de Franco, il ne faisait cependant pas partie du cercle restreint informé de la date prochaine de promulgation du décret d'unification. Celui-ci le désigna membre du secrétariat, l'exécutif du nouveau parti unique, FET y de las JONS, formé de 10 membres au total, dont trois autres carlistes.

## Débuts du franquisme
Bien que dans les médias carlistes Arellano fût l'un des visages de l'unification, il fut très instatisfait des termes du décret et rendit visite à Franco tout juste après sa promulgation afin de lui exprimer sa désapprobation. Inondés de questions et de protestations de la part des bases carlistes concernant la marginalisation du mouvement  au sein de FET, après 3 mois, Arellano et Rodezno cessèrent de participer aux réunions du Secrétariat qu'ils considéraient comme factices(Peñalba Sotorrío 2013, p. 133),. Leurs relations avec don Javier restèrent extrêmement tendues ; après novembre 1937, où Arellano avait accepté un siège au Conseil national du Movimiento formé de 50 membres, le prétendant le désigna comme l'un des principaux frondeurs contre son autorité et les expulsa de Communion traditionaliste.
Arellano et López Bassa codirigèrent la Comisión de Organización Sindical (« Commission de l'organisation syndicale ») créée par le Secrétariat phalangiste, organisme chargé d'élaborer un cadre théorique pour l'organisation du travail dans le nouveau régime. À ce poste, Arellano se fit le défenseur d'une conception corporative traditionaliste, qui l'opposa à des phalangistes radicaux comme Joaquín Miranda et Pedro González Bueno, prônant l'idée d'un syndicat vertical. En décembre 1937 le secrétariat cessa de fonctionner, Arellano se consacra à un nouvel emploi et ses projets furent finalement abandonnés. Lorsqu'au début de 1938 Rodezno dirigea le ministère de la Justice dans le premier gouvernement franquiste, il nomma Arellano comme sous-secrétaire,, — le poste fut initialement proposé à José María Valiente qui refusa — et le conserva jusqu'à ce que le cabinet soit réorganisé et que Rodezno soit remplacé par Esteban Bilbao en août 1939 ; 70 ans plus tard, cette participation au ministère valut à Arellano une accusation de crimes contre l'humanité instruite par le juge Baltasar Garzón. De plus en plus déçu par le nouveau parti, il essaya de sauvegarder ce qui pouvait l'être des ressources carlistes ; il devint actionnaire d' El Pensamiento Navarro, qu'il réussit à préserver de la fusion en le transformant en un journal commercial. Au cours de ses derniers mois au Conseil national du Movimiento, il tenta de s'opposer aux réglementations allant vers un contrôle total de l'État sur l'économie. Son mandat n'ayant pas été renouvelé, au début des années 1940 il se retira de l'élite politique franquiste.[réf. nécessaire]

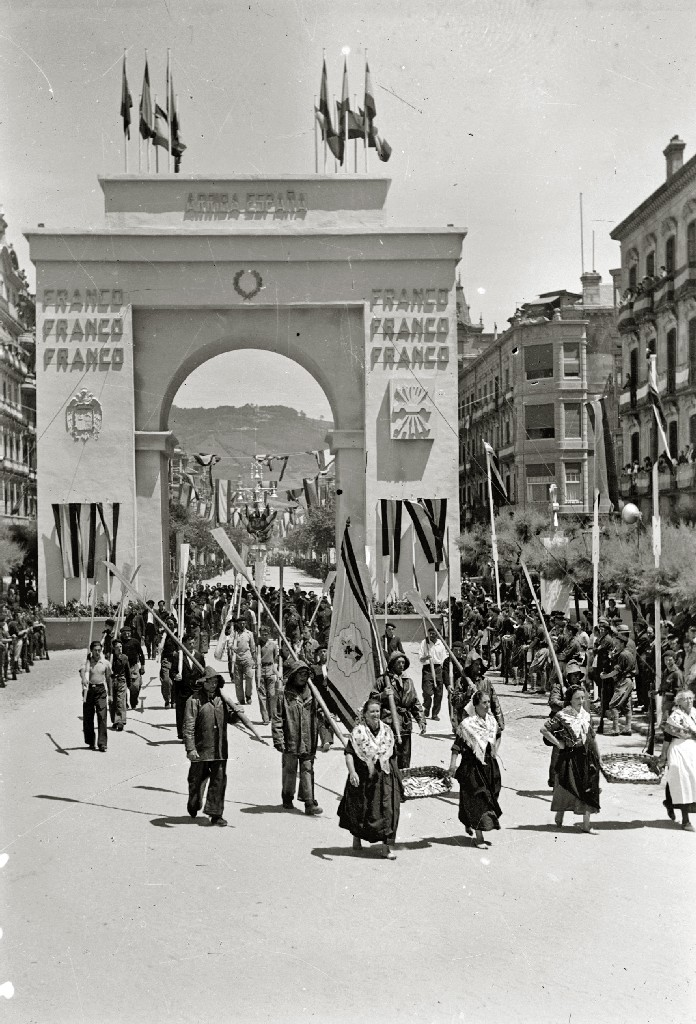
early Francoism

En 1939, Ramón Serrano Súñer lui demanda d'empêcher les manifestations carlistes pendant les fêtes de San Fermín, Rodezno étant vice-président de la Députation provinciale. Entre 1948 et 1955, il fut membre du conseil d'administration de l'entreprise d'énergie hydraulique Fensa ; il fut également le conseiller légal de la Députation, participa à la création de son institution culturelle Principe de Viana et fit un travail de compilation des textes de réglementation locale, toujours commandité par  la Députation. Dans le milieu des années 1940, il s'impliqua dans un travail de promotion d'établissements foraux, qui culmina dans le congrès de juristes régionalistes à Montserrat. Bien qu'à l'extérieur du carlisme intransigeant contrôlé par don Javier, il resta une figure clé des milieux traditionalistes. Avec Rodezno, il forma la faction des dénommés juanistas, qui défendaient que don Juan, fils du roi déchu Alphonse XIII, soit nommé héritier légitime de la lignée carliste. Avec d'autres juanistas, Arellano lui rendit visite à sa résidence d'Estoril en 1946, où il participa à la rédaction des dites Bases d'Estoril, un document signé de don Juan dans lequel il déclarait son adhésion aux principes traditionalistes.

## Jusqu'au milieu des années 1960
Lors des élections locales de 1951, largement supervisées par le régime, Arellano fut élu conseiller de l'ayuntamiento de Pampelune et s'est donc vu confier des missions dans des initiatives municipales, comme la Caja de Ahorros Municipal (caisse d'épargne municipale),. Après la mort de Rodezno en 1952, beaucoup se tournèrent vers Arellano comme leader informel des carlistes juanistas collaborant avec le régime ; Franco lui décerna la prestigieuse Gran Cruz Meritísima de l'Ordre de San Raimundo de Peñafort  et le nomma aux Cortes de la dictature instaurées en 1943. Il s'engagea avec succès dans un effort prolongé pour repousser la prise de contrôle phalangiste de l'administration locale navarraise ; le conflit culmina en 1954 lorsque le gouverneur civil phalangiste, Luis Valero Bermejo, demanda au ministère de l'Intérieur de prendre des mesures spéciales contre Arellano,. Bermejo fut finalement rappelé à Madrid signifiant une victoire des Navarrais.
Actif dans des milieux proches du carlisme, Arellano adopta une posture politique ambiguë et complexe. En Navarre, il tenta de contrer l'influence de Fal Conde en soutenant l'emblématique famille locale Baleztena, généralement loyale envers don Javier mais affichant une position assez indépendante. Au niveau national, il ne succéda pas à Rodezno comme figure clé du carlo-franquisme, rôle plutôt assumé par Esteban Bilbao et Antonio Iturmendi, mais devint le leader des juanistas. Lorsque la cause des javieristas fut ravivée par l'iruption de Charles-Hugues de Bourbon-Parme (don Carlos Hugo) en 1957 lors du rassemblement annuel de Montejurra, les juanistas organisèrent une contre-riposte ; à la fin de la même année, Arellano présida une délégation d'une cinquantaine de carlistes auprès de don Juan dans sa résidence d'Estoril et le déclarèrent déclaré successeur légitime de la lignée carliste,,,. Arellano lui-même entra dans le Conseil privé du prétendant. En 1958, avec le ministre de l'Intérieur Camilo Alonso Vega, il élabora un plan pour contrôler le rassemblement de Montejurra. On en interdit l'assistance aux personnes extérieures à la Navarre et Arellano lui-même apparut pendant la fête. Des jeunes javieristas irrités le menacèrent et il dut quitter les lieux sous la protection de la Guardia Civil. Le pèlerinage de Montejurra devint un lieu de promotion  pour Charles-Hugues et ses adeptes au cours des 10 années suivantes.
Au tournant des années 1960, Arellano resta l'un des principaux hommes politiques navarrais. Bien qu'il ne soit plus membre du Consejo Nacional, Franco le désigna personnellement pour tenir un siège aux Cortes. En 1960, il participa à la promotion du Fuero Recopilado de Navarra (« For compilé de Navarre »), une tentative législative lancée par la Députation visant à consolider la législation civile navarraise et à l'intégrer dans le cadre juridique espagnol ; il servit de liaison entre les Navarrais et le ministre de la Justice Iturmendi. Il devint doyen du barreau de Pampelune. En tant qu'avocat, il travailla également pour un certain nombre d'entreprises commerciales, comme Goysa-Walsh, Fuerzas Eléctricas de Navarra, El Irati et d'autres.

## Dernières années
Au début des années 1960, don Carlos Hugo s'affichait comme défenseur du franquisme ; ses partisans tentèrent un rapprochement des syndicalistes phalangistes, afin d'améliorer l'image du prince aux yeux du régime dans l'idée qu'il puisse à terme devenir un monarque franquiste. Pour ce faire, ils essayèrent de rallier à leur cause des carlistes ou sympathisants intégrés dans l'appareil d'État, parmi lesquels Arellano. Lors des Sanfermines de 1963, il accepta d'héberger la princesse Irène dans le cadre d'une intrigue huguista soigneusement planifiée. L'événement fut organisé de sorte à faire croire qu'elle y auraient rencontré don Carlos Hugo pour la première fois, le tout présenté comme une anecdote romantique afin d'attirer l'attention des médias nationaux. Arellano participa encore aux festivités l'année 1964. Après  l'encierro — auquel Charles-Hugues assista toujours dans une optique publicitaire —, Arellano assista à un cocktail en soirée en l'honneur du prince. Des jeunes huguistas ignorant la stratégie de leur parti visant à rallier Arellano, l'agressèrent dans le hall de l'hôtel Tres Reyes, mettant fin à son bref rapprochement avec les javieristas.
Arellano renouvela son mandat aux Cortes franquistes en 1961 et 1964. Il entra à la Comisión de Leyes Fundamentales, discuta de la nouvelle loi des principes du Movimiento Nacional et s'engagea dans des travaux sur la loi sur les libertés religieuses ; tous édulcoraient de plus en plus le modèle autoritaire du régime, même si Arellano n'avait probablement pas un poids politique suffisant pour s'engager dans la lutte politique en coulisses.[source insuffisante]
En 1966, Arellano fut grièvement blessé lors d'un accident de la route à Pampelune ; il souffrit de fractures de la clavicule et d'autres fractures mineures . Toujours fidèle à Don Juan et membre de son Conseil privé, il fut invité à des événements importants dans la famille du prétendant alfonsin, comme le mariage en 1967 de sa fille aînée, Pilar de Borbón, et au baptême de son premier petit-fils, Felipe en 1968. Peu de temps avant sa mort, il fut admis au Consejo General de la Abogacía Española (« Conseil général des avocats espagnols »)[source insuffisante]. Peu de temps après sa mort, il fut nommé hijo predilecto (es) de Navarre.